# Оскар Давичо
Оскар Давичо (18 січня 1909, Шабац — 30 вересня 1989, Белград) — сербський письменник і перекладач, поет-сюрреаліст, партійний діяч (КПЮ), журналіст, у роки Другої світової війни учасник руху опору в Югославії.

## Біографія
Оскар Давичо народився в чиновницькій єврейській родині в містечку Шабац. Його батько був атеїстом і прихильником соціалізму. З початком Першої світової війни, коли Шабац перетворився на арену кровопролитних боїв, зазнав руйнування і втратив половину населення, Давичі переїхали в Неготин, але по завершенню війни повернулись.
Оскар здобув освіту в шабацькій гімназії, а далі в Першій белградській гімназії, однак був виключений за вільнодумні тексти в учнівському часописі Вікно. Завершив гімназійні курси з приватними викладачами, деякий час жив і вивчав романські мови в Парижі, заробляючи на життя та відвідуючи збори Французької компартії. Повернувшись у Белград, поступив на філологічний факультет місцевого університету, закінчив його в 1930 році. Викладав французьку в навчальних закладах і приватно. З кінця 1920-х почав активно друкувати свої поезії та есеї, є наймолодшим і, за оцінкою мистецтвознавця Йована Деретича, найталановитішим із югославських сюрреалістів.
Через участь у діяльності забороненої в Королівстві Югославія Комуністичної партії Давичо декілька разів був арештований та відбував п'ятирічний термін ув'язнення. Наступного разу був затриманий 1938 року, коли вийшла його книга Песме (Пісні), оголошена як така, що серйозно порушує суспільну мораль. Натомість, у 1940 був виключений із лав КПЮ за співпрацю з офіційними виданнями (під псевдонімом опублікував цикл віршів Хана та переклад Піднятої цілини Шолохова).
До війни мешкав у Белграді та Загребі. В перші дні війни був інтернований італійськими окупантами за організацію підпільної радіостанції в Спліті. Втік із полону в 1943 та приєднався до Першої пролетарської дивізії, з якою пройшов ряд боїв, включно з Белградською операцією. Займався інформаційною роботою, пропагандою.
Наприкінці війни став одним із засновників Телеграфної агенції нової Югославії (серб. Телеграфска агенција нове Југославије) та кількох часописів. До журналістських здобутків Оскара Давичо також варто віднести роботу кореспондентом під час Нюрнберзького процесу, репортажі з громадянської війни в Греції в складі загонів Маркоса Вафіадіса, репортажі зібрані в книгу подорожніх записок Црно на бело (1962), присвячені визвольному руху в країнах Африки.
Протягом 80-х років поперемінно жив у Загребі, Сараєві та Белграді, співпрацюючи з пресою та публікуючи нові поетичні твори. Помер у Белграді 30 вересня 1989 року, похований на алеї почесних громадян на Новому цвинтарі столиці Сербії.

## Творчість
Перший твір Оскара Давичо був опублікований у часописі Недељна илустрација 1923. Перший вірш у час навчання в белградській гімназії (1925). Один з найбільш плідних митців Югославії, приурочене до 60-річчя автора зібрання творів налічує 20 томів. Проте з підліткових і юнацьких творів втраченими вважаються майже всі, деякі пізніші рукописи втрачені в часи Другої світової війни, а під час облоги Сараєва в 1990-ті втрачений рукопис другого тому автобіграфічного роману По занимању издајник ("За фахом зрадник"). Завдяки таланту, працьовитості, а також давній співпраці з КПЮ та участі в партизанській боротьбі, за часів СФРЮ Оскар Давичо став визнаним авторитетом у рідній літературі та привілейованим автором. З 1951 року член Академії наук і мистецтв, член Ради Федерації СФРЮ, Герой соціалістичної праці, володар майже двадцяти літературних нагород, зокрема, тричі — НІН-ової нагороди (найпрестижнішої в літературі СФРЮ і Сербії). Твори Давичо перекладені на десятки європейських і світових мов.

### Поетичні твори
Змолоду тісно співпрацював із Дьордем Костічем, Душаном Матічем, іншими митцями-сюрреалістами. З перших кроків у літературі здобуває визнання, використовуючи традиційну для сюрреалізму техніку автоматичного письма. Починаючи з 1930-х років шукає компромісу між ідеологією звільнення робітничого класу та естетикою сюрреалізму. Наприклад, заборонену 1938 року королівською цензурою книгу Песме лівацькі критики сприйняли як свою перемогу: Давичо зійшов з Олімпу сюрреалізму в соціальну поезію (серб. "Давичо је сишао са Олимпа надреализма у социјалну поезију").
- Трагови, 1928.
- Четири стране света и тако даље, 1930.
- Анатомија, 1930.
- Песме (Детињство, Младост, Бродолом, Љубав, Немир), 1938.
- Зрењанин, 1949.
- Вишња за зидом, 1950.
- Хана, 1951.
- Човеков човек, 1953.
- Настањене очи, 1954.
- Флора, 1955.
- Каирос, 1959.
- Тропи, 1959.
- Снимци, 1963.
- Трг Ем, 1968.
- Прочитани језик, 1972.
- Стрип стоп (з Предрагом Нешковичем), 1973.
- Тело телу, 1975.
- Веверице-лептири или надопис обојеног жбуња, 1976.
- Речи на делу, 1977.
- Мистерија дана, 1979.
- Трема смрти, 1982.
- Гладни столив, 1983.
- Ђачка свеска сећања, 1985.
- Мали огласи смрти, 1986.
- Двојезична ноћ, 1987.
- Митолошки зверињак смрти, 1987.
- Светлаци неслични себи, 1987.
- Песмице: а дифтонг се обесио, 1988.
- Ридаји над судбином у магли, 1988.
- Прва рука (посмертно), 1999.
- Детињство и друге песме (посмертно), 2006.
- Кров олује (посмертна збірка до сторіччя з дня народження), 2008.

### Проза
Як прозаїк Оскар Давичо сформувався в воєнний та повоєнний час. Розвиткові письменника сприяла журналістська діяльність, в якій Давичо був активний у 1940—1960 роках. Філолог-романіст, автор та співавтор кількох перекладів, Давичо був добре обізнаний із розвитком сучасної йому західної та радянської літератури.
Дотримуючись у своїй творчості комуністичних доктрин та принципів реалізму, знаходив місце для модерністських експериментів, залишався тонким ліриком. Вживану і в ранніх роботах техніку потоку свідомості доповнив іншою самостійно розробленою технікою драматургії внутрішнього життя.

#### Романи
- Песма, 1952.
- Бетон и свици, 1955.
- Радни наслов бескраја, 1958.
- Генералбас, 1962.
- Ћутње, 1963.
- Глади, 1963.
- Тајне, 1964.
- Бекства, 1966.
- Завичаји, 1971.
- Господар заборава, 1980.

#### Мемуари
- По занимању самоубица, 1988.

#### Есеї та критичні тексти
- Положај надреализма у друштвеном процесу, 1932.
- Поезија и отпори, 1952.
- Пре подне, 1960.
- Нотес, 1969.
- Пристојности, 1969.
- Новине невино, 1969.
- Поезија, отпори и неотпори, 1969.
- Ритуали умирања језика, 1971.
- Под-текст, 1979.
- Под-сећања, 1981.

#### Коротка проза
- Нежне приче, 1984.

#### Дорожні записки
- Међу Маркосовим партизанима, 1947.
- Црно на бело, 1962.

#### Полемічні твори
- Процеси, 1983.
- Полемика и даље, 1986.

#### Драматургія
- Љубав у четири усне, 1956.
- Месије Месијах ох, 1986.

#### Кіносценарії
- Мајка Катина, 1947.
- До победе, 1948.
- Дечак Мита, 1950.
- Последњи дан, 1951.

#### Переклади
- З німецької: Томас Манн Буденброки, (співавтор перекладу: Огнєн Приц), 1939.
- З російської: Микола Михайлов[ru] Природні багатства Радянського союзу (співавтор перекладу: Д. Клепац), 1940; Михайло Шолохов Піднята цілина, 1968; Белла Ахмадуліна Грозница, 1968; Євген Євтушенко Вибрані пісні (з групою співавторів), 1973.

Зібрання творів Оскара Давича у двадцяти томах видали спільно белградська «Просвета» і сараєвська «Свјетлост» у 1969. Через 10 років до 70-річчя письменника видавництво «Нолит» видало цикл романів Робије, частини: Глади, Ћутње, Тајне, Бекства, Завичаји. Вибрані поезії у тому ж 1979 надрукували в спільному восьмитомному виданні «Просвета» Белград, «Младост» Загреб, «Побједа» Тітоград і «Свјетлост» Сараєво.